# Genta Miura
Genta Miura (三浦 弦太, Miura Genta, Toyohashi, 1 maart 1995) is een Japans voetballer die als verdediger speelt bij Gamba Osaka.

## Clubcarrière
Genta Miura begon zijn carrière in 2013 bij Shimizu S-Pulse. In 4 jaar speelde hij er 45 competitiewedstrijden. Hij tekende in 2017 bij Gamba Osaka.

## Japans voetbalelftal
Genta Miura maakte op 12 december 2017 zijn debuut in het Japans voetbalelftal tijdens een wedstrijd om het Oost-Aziatisch kampioenschap voetbal 2017 tegen China.

## Statistieken
| Japans voetbalelftal | Japans voetbalelftal | Japans voetbalelftal |
| Jaar                 | Wed.                 | Dlp.                 |
| -------------------- | -------------------- | -------------------- |
| 2017                 | 2                    | 0                    |
| 2018                 | 3                    | 0                    |
| 2019                 | 5                    | 1                    |
| Totaal               | 10                   | 1                    |